# The Voice Kids (2.ª edição portuguesa)
A segunda edição do The Voice Kids de Portugal é um programa de talentos da RTP1 que estreou no dia 10 de janeiro de 2021, com os mentores Marisa Liz, Carlão, Carolina Deslandes e Fernando Daniel  e apresentação de Catarina Furtado. Nos bastidores, a temporada contou com Bárbara Lourenço como apresentadora nas fases de Provas Cegas e As Batalhas, e Fábio Lopes nas Galas em direto. Os concorrentes que participam têm idades compreendidas entre os 7 e 15 anos.
A Final foi disputada entre Aurora Pinto e Maria Inês (ambas da Equipa Marisa), Mia Benita (Equipa Carlão), Rita Rocha (Equipa Carolina), e Simão Oliveira (Equipa Fernando). O vencedor ganha um contrato discográfico com a Universal e representará Portugal no Festival Eurovisão da Canção Júnior 2021. O vencedor da edição foi Simão Oliveira, consagrando Fernando Daniel como mentor vencedor.

## Equipas
Legenda
     Vencedor/a
     Segundo Lugar
     Terceiro Lugar
     Eliminado/a na Final
     Eliminado/a nas Galas em direto
     Eliminado/a nas Galas do Top 24
     Salvo/a por outro/a mentor/a nas Batalhas
     Eliminado/a nas Batalhas
| Mentores                                                                        | Concorrentes      | Concorrentes      | Concorrentes      | Concorrentes        | Concorrentes      | Concorrentes |
| ------------------------------------------------------------------------------- | ----------------- | ----------------- | ----------------- | ------------------- | ----------------- | ------------ |
| Marisa Liz                                                                      |                   |                   |                   |                     |                   |              |
| Aurora Pinto                                                                    | Maria Inês        | Lívia Barros      | Madalena Castro   | Leonor Carvalheira  | Ana Veríssimo     |              |
| Madalena Guedes                                                                 | Nuno Siqueira     | Matilde Barriga   | Yasmin de Sousa   | Inês Carvalho       | Madalena Gil      |              |
| Carlota Amorim                                                                  | Maria Gil         | Rita Bakker       | Teresa Lobo       |                     |                   |              |
| Carlão                                                                          |                   |                   |                   |                     |                   |              |
| Mia Benita                                                                      | Nuno Siqueira     | Marina Maranhão   | Afonso Silva      | Alexandre Caldeira  | Ísis Salgueiro    |              |
| Simão Oliveira                                                                  | Matilde Matias    | Yasmin Cruz       | Laura Franco      | Vítor Afonso        | João Esteves      |              |
| Nina Alves                                                                      | Leonor Barros     | Noah Lisboa       | Inês Vilela       |                     |                   |              |
| Carolina Deslandes                                                              |                   |                   |                   |                     |                   |              |
| Rita Rocha                                                                      | Rosa Antunes      | Madalena Guedes   | Rúben Martins     | Joana Lopes         | Manuel Duarte     |              |
| Juliana Campos                                                                  | Rita Cavaco       | Jaime Saavedra    | Violetta Gurskaya | Carolina Silva      | Fabiana Casais    |              |
| Leonor Arroja                                                                   | Catarina Amorim   | Miguel Reis       | Lara Guedes       | Zoe & Jade          |                   |              |
| Fernando Daniel                                                                 |                   |                   |                   |                     |                   |              |
| Simão Oliveira                                                                  | Margarida Machado | Leonor Sá-Chaves  | Mariana Leal      | Fabiana Ferreira    | Tomás Pascoal     |              |
| Ana Veríssimo                                                                   | Júlia Ochôa       | Margarida Cardoso | Tomás Esteves     | Francisco Fernandes | Matilde Magalhães |              |
| Inês Monteiro                                                                   | Mara Marquitos    | Beatriz Melo      | Sandra Cró        |                     |                   |              |
| Nota: Concorrentes salvos estão em itálico (nomes riscados na equipa anterior). |                   |                   |                   |                     |                   |              |

## Provas Cegas
Nesta edição, os mentores têm a oportunidade de bloquear outro/a mentor/a duas vezes. Para além disso, os mentores ainda podem ser bloqueados após virarem as suas cadeiras e até o/a artista terminar a prova cega.

### 1.º episódio (10 de janeiro)
| Ordem | Concorrente       | Idade | Canção                          | Escolha dos mentores e dos concorrentes | Escolha dos mentores e dos concorrentes | Escolha dos mentores e dos concorrentes | Escolha dos mentores e dos concorrentes |
| Ordem | Concorrente       | Idade | Canção                          | Marisa                                  | Carlão                                  | Carolina                                | Fernando                                |
| ----- | ----------------- | ----- | ------------------------------- | --------------------------------------- | --------------------------------------- | --------------------------------------- | --------------------------------------- |
| 1     | Leonor Sá-Chaves  | 12    | "When I Was Your Man"           | ✔                                       | ✔                                       | ✔                                       | ✔                                       |
| 2     | Miguel Reis       | 8     | "We Are the World"              | —                                       | ✔                                       | ✔                                       | ✔                                       |
| 3     | Maria Inês        | 11    | "Fly Me to the Moon"            | ✔                                       | ✔                                       | ✔                                       | ✔                                       |
| 4     | Martim D'Aires    | 11    | "Desfolhada Portuguesa"         | —                                       | —                                       | —                                       | —                                       |
| 5     | Afonso Silva      | 11    | "Estranha Forma de Vida"        | —                                       | ✔                                       | ✔                                       | ✔                                       |
| 6     | Joana Lopes       | 12    | "Set Fire to the Rain"          | —                                       | ✔                                       | ✔                                       | ✔                                       |
| 7     | Bruno Santos      | 11    | "Melodia da Saudade"            | —                                       | —                                       | —                                       | —                                       |
| 8     | Júlia Ochôa       | 13    | "When We Were Young"            | ✘                                       | ✔                                       | ✔                                       | ✔                                       |
| 9     | Tomás Pascoal     | 10    | "Asas Delta"                    | ✔                                       | ✔                                       | ✔                                       | ✔                                       |
| 10    | Violetta Gurskaya | 13    | "Les Oiseaux Dans La Charmille" | —                                       | ✔                                       | ✔                                       | —                                       |
| 11    | Lara & Vitória    | 10    | "Como Ela é Bela"               | —                                       | —                                       | —                                       | —                                       |
| 12    | Nuno Siqueira     | 14    | "Never Enough"                  | ✔                                       | ✔                                       | ✔                                       | ✔                                       |
| 13    | Madalena Castro   | 13    | "Je T'aime"                     | ✔                                       | ✔                                       | ✔                                       | ✔                                       |

### 2.º episódio (17 de janeiro)
| Ordem | Concorrente        | Idade | Canção                     | Escolha dos mentores e dos concorrentes | Escolha dos mentores e dos concorrentes | Escolha dos mentores e dos concorrentes | Escolha dos mentores e dos concorrentes |
| Ordem | Concorrente        | Idade | Canção                     | Marisa                                  | Carlão                                  | Carolina                                | Fernando                                |
| ----- | ------------------ | ----- | -------------------------- | --------------------------------------- | --------------------------------------- | --------------------------------------- | --------------------------------------- |
| 1     | Yasmin de Sousa    | 11    | "This Is Me"               | ✔                                       | ✔                                       | ✔                                       | ✔                                       |
| 2     | Simão Oliveira     | 13    | "O Fado Mora em Lisboa"    | —                                       | ✔                                       | ✔                                       | —                                       |
| 3     | Aurora Pinto       | 11    | "Old Town Road"            | ✔                                       | ✔                                       | ✔                                       | ✔                                       |
| 4     | Simão Santos       | 13    | "A Million Dreams"         | —                                       | —                                       | —                                       | —                                       |
| 5     | Mariana Leal       | 14    | "Beautiful"                | ✔                                       | ✔                                       | ✘                                       | ✔                                       |
| 6     | Noah Lisboa        | 11    | "Fight Song"               | —                                       | ✔                                       | —                                       | —                                       |
| 7     | Diana Costa        | 9     | "Juntos Somos Mais Fortes" | —                                       | —                                       | —                                       | —                                       |
| 8     | Rosa Antunes       | 14    | "Smile"                    | ✔                                       | ✔                                       | ✔                                       | ✔                                       |
| 9     | Laura Franco       | 10    | "Imagine"                  | ✔                                       | ✔                                       | ✔                                       | ✔                                       |
| 10    | Gonçalo Patrício   | 14    | "Sol de Inverno"           | —                                       | —                                       | —                                       | —                                       |
| 11    | Beatriz Melo       | 14    | "A Nossa Vez"              | —                                       | ✔                                       | —                                       | ✔                                       |
| 12    | Martim Carreira    | 13    | "A Minha Música"           | —                                       | —                                       | —                                       | —                                       |
| 13    | Rúben Martins      | 13    | "Bohemian Rhapsody"        | ✔                                       | ✘                                       | ✔                                       | ✔                                       |
| 14    | Leonor Carvalheira | 13    | "Creep"                    | ✔                                       | ✔                                       | ✔                                       | ✔                                       |

### 3.º episódio (31 de janeiro)
| Ordem | Concorrente       | Idade   | Canção                                       | Escolha dos mentores e dos concorrentes | Escolha dos mentores e dos concorrentes | Escolha dos mentores e dos concorrentes | Escolha dos mentores e dos concorrentes |
| Ordem | Concorrente       | Idade   | Canção                                       | Marisa                                  | Carlão                                  | Carolina                                | Fernando                                |
| ----- | ----------------- | ------- | -------------------------------------------- | --------------------------------------- | --------------------------------------- | --------------------------------------- | --------------------------------------- |
| 1     | Sandrá Cró        | 14      | "Feeling Good"                               | ✔                                       | ✔                                       | ✔                                       | ✔                                       |
| 2     | Mara Marquitos    | 14      | "Eu Não Sei Quem Te Perdeu"                  | —                                       | —                                       | ✔                                       | ✔                                       |
| 3     | Rita Bakker       | 13      | "Almost is Never Enough"                     | ✔                                       | ✔                                       | ✔                                       | ✔                                       |
| 4     | Duarte Valença    | 13      | "Lately"                                     | —                                       | —                                       | —                                       | —                                       |
| 5     | Madalena Guedes   | 12      | "Empire State of Mind (Part II) Broken Down" | ✔                                       | ✔                                       | ✔                                       | ✔                                       |
| 6     | João Esteves      | 11      | "As Coisas de que Eu Gosto"                  | —                                       | ✔                                       | —                                       | —                                       |
| 7     | Diogo Abreu       | 12      | "Unstoppable"                                | —                                       | —                                       | —                                       | —                                       |
| 8     | Ísis Salgueiro    | 13      | "Someone You Loved"                          | ✔                                       | ✔                                       | ✔                                       | ✔                                       |
| 9     | Zoe & Jade Achiam | 12 & 14 | "A Million Dreams"                           | —                                       | ✔                                       | ✔                                       | —                                       |
| 10    | Nuna Rosa         | 10      | "Tal Como Sou"                               | —                                       | —                                       | —                                       | —                                       |
| 11    | Jaime Saavedra    | 14      | "Idontwannabeyouanymore"                     | —                                       | ✔                                       | ✔                                       | ✘                                       |
| 12    | Beatriz Gonçalves | 10      | "A Cidade (até ser dia)"                     | —                                       | —                                       | —                                       | —                                       |
| 13    | Ana Veríssimo     | 13      | "Rosa Branca"                                | ✔                                       | ✘                                       | ✔                                       | ✔                                       |
| 14    | Lívia Barros      | 14      | "Bohemian Rhapsody"                          | ✔                                       | ✔                                       | ✔                                       | ✔                                       |

### 4.º episódio (7 de fevereiro)
| Ordem | Concorrente       | Idade | Canção                   | Escolha dos mentores e dos concorrentes | Escolha dos mentores e dos concorrentes | Escolha dos mentores e dos concorrentes | Escolha dos mentores e dos concorrentes |
| Ordem | Concorrente       | Idade | Canção                   | Marisa                                  | Carlão                                  | Carolina                                | Fernando                                |
| ----- | ----------------- | ----- | ------------------------ | --------------------------------------- | --------------------------------------- | --------------------------------------- | --------------------------------------- |
| 1     | Fabiana Ferreira  | 14    | "Lay Me Down"            | ✔                                       | ✔                                       | ✘                                       | ✔                                       |
| 2     | Tomás Esteves     | 13    | "Walking on Sunshine"    | —                                       | —                                       | —                                       | ✔                                       |
| 3     | Leonor Arroja     | 14    | "When I Was Your Man"    | ✔                                       | ✔                                       | ✔                                       | —                                       |
| 4     | Eva Moreira       | 10    | "Sobe, Sobe, Balão Sobe" | —                                       | —                                       | —                                       | —                                       |
| 5     | Manuel Duarte     | 13    | "Natural"                | —                                       | —                                       | ✔                                       | —                                       |
| 6     | Nina Alves        | 11    | "Desfolhada Portuguesa"  | —                                       | ✔                                       | —                                       | —                                       |
| 7     | Matilde Barriga   | 13    | "Shallow"                | ✔                                       | ✔                                       | —                                       | —                                       |
| 8     | Catarina Martins  | 8     | "Chuva"                  | —                                       | —                                       | —                                       | —                                       |
| 9     | Rita Cavaco       | 15    | "On My Own"              | ✔                                       | ✔                                       | ✔                                       | ✔                                       |
| 10    | Vítor Afonso      | 12    | "Os Tais"                | ✔                                       | ✔                                       | —                                       | —                                       |
| 11    | Leonor Eiras      | —     | "O Amor a Portugal"      | —                                       | —                                       | —                                       | —                                       |
| 12    | Matilde Novais    | —     | "Hallelujah"             | —                                       | —                                       | —                                       | —                                       |
| 13    | João Afonso       | —     | "O Tempo"                | —                                       | —                                       | —                                       | —                                       |
| 14    | Eduarda Sousa     | —     | "Playback"               | —                                       | —                                       | —                                       | —                                       |
| 15    | Clara Soares      | —     | "Ouvi Dizer"             | —                                       | —                                       | —                                       | —                                       |
| 16    | Mia Benita        | 11    | "At Last"                | —                                       | ✔                                       | ✔                                       | —                                       |
| 17    | Luana Sousa       | 15    | "Halo"                   | —                                       | —                                       | —                                       | —                                       |
| 18    | Margarida Cardoso | 12    | "You Raise Me Up"        | —                                       | ✔                                       | ✔                                       | ✔                                       |
| 19    | Teresa Lobo       | 15    | "If I Ain't Got You"     | ✔                                       | ✔                                       | ✔                                       | ✔                                       |

### 5.º episódio (14 de fevereiro)
| Ordem | Concorrente         | Idade | Canção                     | Escolha dos mentores e dos concorrentes | Escolha dos mentores e dos concorrentes | Escolha dos mentores e dos concorrentes | Escolha dos mentores e dos concorrentes |
| Ordem | Concorrente         | Idade | Canção                     | Marisa                                  | Carlão                                  | Carolina                                | Fernando                                |
| ----- | ------------------- | ----- | -------------------------- | --------------------------------------- | --------------------------------------- | --------------------------------------- | --------------------------------------- |
| 1     | Beatriz Puidival    | 13    | "Não te Mereço" (Via)      | —                                       | —                                       | —                                       | —                                       |
| 2     | Yasmin Cruz         | 15    | "Something's Gotta Give"   | ✔                                       | ✔                                       | ✔                                       | ✔                                       |
| 3     | Juliana Campos      | 14    | "Avião de Papel"           | —                                       | —                                       | ✔                                       | —                                       |
| 4     | Fabiana Casais      | 15    | "I Have Nothing"           | ✔                                       | —                                       | ✔                                       | —                                       |
| 5     | Caetana Oliveira    | 11    | "A Máquina (Acordou)"      | —                                       | —                                       | —                                       | —                                       |
| 6     | Madalena Gil        | 14    | "Ser Fadista"              | ✔                                       | —                                       | ✔                                       | —                                       |
| 7     | Carlota Amorim      | 10    | "I Want to Break Free"     | ✔                                       | —                                       | —                                       | —                                       |
| 8     | Gustavo Carvalho    | 12    | "Aqui ao Luar"             | —                                       | —                                       | —                                       | —                                       |
| 9     | Matilde Magalhães   | 13    | "Let It Go"                | —                                       | ✔                                       | —                                       | ✔                                       |
| 10    | Ricardo Rodrigues   | 13    | "All I Ask"                | —                                       | —                                       | —                                       | —                                       |
| 11    | Rodrigo Mateus      | —     | "Don't Look Back in Anger" | —                                       | —                                       | —                                       | —                                       |
| 12    | João Santos         | —     | "You Are the Reason"       | —                                       | —                                       | —                                       | —                                       |
| 13    | Matilde Siquet      | 13    | "Winter Wonderland"        | —                                       | —                                       | —                                       | —                                       |
| 14    | Pedro Barradas      | —     | "O Marujo Português"       | —                                       | —                                       | —                                       | —                                       |
| 15    | Guilherme Campaniço | —     | "You Are the Reason"       | —                                       | —                                       | —                                       | —                                       |
| 16    | Carolina Silva      | 14    | "I'll Never Love Again"    | ✔                                       | ✔                                       | ✔                                       | ✔                                       |
| 17    | Matilde Matias      | 11    | "Starving"                 | —                                       | ✔                                       | —                                       | —                                       |
| 18    | Carolina Santos     | 11    | "Memory"                   | —                                       | —                                       | —                                       | —                                       |
| 19    | Alexandre Caldeira  | 11    | "Eu Gosto de Ti"           | ✘                                       | ✔                                       | ✔                                       | —                                       |
| 20    | Leonor Barros       | 15    | "Yesterday"                | —                                       | ✔                                       | ✘                                       | —                                       |

### 6.º episódio (21 de fevereiro)
| Ordem | Concorrente         | Idade | Canção                  | Escolha dos mentores e dos concorrentes | Escolha dos mentores e dos concorrentes | Escolha dos mentores e dos concorrentes | Escolha dos mentores e dos concorrentes |
| Ordem | Concorrente         | Idade | Canção                  | Marisa                                  | Carlão                                  | Carolina                                | Fernando                                |
| ----- | ------------------- | ----- | ----------------------- | --------------------------------------- | --------------------------------------- | --------------------------------------- | --------------------------------------- |
| 1     | Francisco Fernandes | 13    | "Defying Gravity"       | —                                       | ✔                                       | ✔                                       | ✔                                       |
| 2     | Lara Guedes         | 12    | "I Dreamed a Dream"     | —                                       | —                                       | ✔                                       | ✔                                       |
| 3     | Joana Ribeiro       | 10    | "Lusitana Paixão"       | —                                       | —                                       | —                                       | —                                       |
| 4     | Inês Carvalho       | 12    | "Todas as Ruas do Amor" | ✔                                       | ✔                                       | —                                       | ✔                                       |
| 5     | Margarida Machado   | 14    | "Naked"                 | —                                       | ✔                                       | —                                       | ✔                                       |
| 6     | Teresa Bernardo     | 13    | "Sober"                 | —                                       | —                                       | —                                       | —                                       |
| 7     | Marina Maranhão     | 13    | "All I Ask"             | —                                       | ✔                                       | ✔                                       | —                                       |
| 8     | Chambel Lobato      | 10    | "Uncover"               | —                                       | —                                       | —                                       | —                                       |
| 9     | Inês Monteiro       | 12    | "No Teu Poema"          | —                                       | ✔                                       | —                                       | ✔                                       |
| 10    | Luís Mota           | 12    | "Perfect"               | —                                       | —                                       | —                                       | Equipa cheia                            |
| 11    | Inês Vilela         | 14    | "Alfama"                | —                                       | ✔                                       | —                                       | Equipa cheia                            |
| 12    | Catarina Amorim     | 11    | "The Climb"             | —                                       | Equipa cheia                            | ✔                                       | Equipa cheia                            |
| 13    | Lúcia Vicente       | 10    | "Meu Amor de Longe"     | —                                       | Equipa cheia                            | Equipa cheia                            | Equipa cheia                            |
| 14    | Maria Gil           | 12    | "Love of My Life"       | ✔                                       | Equipa cheia                            | Equipa cheia                            | Equipa cheia                            |
| 15    | Rita Rocha          | 14    | "Havana"                | ✔                                       | ✔                                       | ✔                                       | ✔                                       |

## As Batalhas

### 7.º episódio (28 de fevereiro)
| Ordem | Mentor/a | Vencedor/a         | Canção                      | Vencidos/as     | Resultado para 'Salvar' | Resultado para 'Salvar' | Resultado para 'Salvar' | Resultado para 'Salvar' |
| Ordem | Mentor/a | Vencedor/a         | Canção                      | Vencidos/as     | Marisa                  | Carlão                  | Carolina                | Fernando                |
| ----- | -------- | ------------------ | --------------------------- | --------------- | ----------------------- | ----------------------- | ----------------------- | ----------------------- |
| 1     | Carolina | Rúben Martins      | "Rise Up"                   | Lara Guedes     | —                       | —                       | N/A                     | —                       |
| 1     | Carolina | Rúben Martins      | "Rise Up"                   | Zoe & Jade      | —                       | —                       | N/A                     | —                       |
| 2     | Marisa   | Leonor Carvalheira | "The Show Must Go On"       | Rita Bakker     | N/A                     | —                       | —                       | —                       |
| 2     | Marisa   | Leonor Carvalheira | "The Show Must Go On"       | Teresa Lobo     | N/A                     | —                       | —                       | —                       |
| 3     | Carlão   | Afonso Silva       | "Desfado"                   | Inês Vilela     | —                       | N/A                     | —                       | —                       |
| 3     | Carlão   | Afonso Silva       | "Desfado"                   | Simão Oliveira  | —                       | N/A                     | —                       | ✔                       |
| 4     | Fernando | Margarida Machado  | "A Thousand Years"          | Beatriz Melo    | —                       | —                       | —                       | Equipa cheia            |
| 4     | Fernando | Margarida Machado  | "A Thousand Years"          | Sandra Cró      | —                       | —                       | —                       | Equipa cheia            |
| 5     | Carolina | Rita Rocha         | "E Agora?" (Mikkel Solnado) | Catarina Amorim | —                       | —                       | N/A                     | Equipa cheia            |
| 5     | Carolina | Rita Rocha         | "E Agora?" (Mikkel Solnado) | Miguel Reis     | —                       | —                       | N/A                     | Equipa cheia            |
| 6     | Carlão   | Marina Maranhão    | "Idontwannabeyouanymore"    | Leonor Barros   | —                       | N/A                     | —                       | Equipa cheia            |
| 6     | Carlão   | Marina Maranhão    | "Idontwannabeyouanymore"    | Noah Lisboa     | —                       | N/A                     | —                       | Equipa cheia            |
| 7     | Marisa   | Aurora Pinto       | "Amar pelos Dois"           | Maria Gil       | N/A                     | —                       | —                       | Equipa cheia            |
| 7     | Marisa   | Aurora Pinto       | "Amar pelos Dois"           | Nuno Siqueira   | N/A                     | ✔                       | ✔                       | Equipa cheia            |

### 8.º episódio (7 de março)
| Ordem | Mentor/a | Vencedor/a         | Canção                                      | Vencidos/as         | Resultado para 'Salvar' | Resultado para 'Salvar' | Resultado para 'Salvar' | Resultado para 'Salvar' |
| Ordem | Mentor/a | Vencedor/a         | Canção                                      | Vencidos/as         | Marisa                  | Carlão                  | Carolina                | Fernando                |
| ----- | -------- | ------------------ | ------------------------------------------- | ------------------- | ----------------------- | ----------------------- | ----------------------- | ----------------------- |
| 1     | Fernando | Fabiana Ferreira   | "Melhor de Mim"                             | Inês Monteiro       | —                       | Equipa cheia            | —                       | Equipa cheia            |
| 1     | Fernando | Fabiana Ferreira   | "Melhor de Mim"                             | Mara Marquitos      | —                       | Equipa cheia            | —                       | Equipa cheia            |
| 2     | Carolina | Rosa Antunes       | "Sign Of The Times"                         | Carolina Silva      | —                       | Equipa cheia            | N/A                     | Equipa cheia            |
| 2     | Carolina | Rosa Antunes       | "Sign Of The Times"                         | Fabiana Casais      | —                       | Equipa cheia            | N/A                     | Equipa cheia            |
| 2     | Carolina | Rosa Antunes       | "Sign Of The Times"                         | Leonor Arroja       | —                       | Equipa cheia            | N/A                     | Equipa cheia            |
| 3     | Marisa   | Maria Inês         | "The Blower's Daughter"                     | Carlota Amorim      | N/A                     | Equipa cheia            | —                       | Equipa cheia            |
| 3     | Marisa   | Maria Inês         | "The Blower's Daughter"                     | Madalena Guedes     | N/A                     | Equipa cheia            | ✔                       | Equipa cheia            |
| 4     | Carlão   | Alexandre Caldeira | "Antes Dela Dizer Que Sim" (Bárbara Tinoco) | João Esteves        | —                       | Equipa cheia            | Equipa cheia            | Equipa cheia            |
| 4     | Carlão   | Alexandre Caldeira | "Antes Dela Dizer Que Sim" (Bárbara Tinoco) | Nina Alves          | —                       | Equipa cheia            | Equipa cheia            | Equipa cheia            |
| 5     | Fernando | Leonor Sá-Chaves   | "lovely"                                    | Francisco Fernandes | —                       | Equipa cheia            | Equipa cheia            | Equipa cheia            |
| 5     | Fernando | Leonor Sá-Chaves   | "lovely"                                    | Matilde Magalhães   | —                       | Equipa cheia            | Equipa cheia            | Equipa cheia            |
| 6     | Marisa   | Lívia Barros       | "Gaivota"                                   | Inês Carvalho       | N/A                     | Equipa cheia            | Equipa cheia            | Equipa cheia            |
| 6     | Marisa   | Lívia Barros       | "Gaivota"                                   | Madalena Gil        | N/A                     | Equipa cheia            | Equipa cheia            | Equipa cheia            |
| 7     | Carolina | Manuel Duarte      | "Barcelona"                                 | Jaime Saavedra      | —                       | Equipa cheia            | Equipa cheia            | Equipa cheia            |
| 7     | Carolina | Manuel Duarte      | "Barcelona"                                 | Violetta Gurskaya   | —                       | Equipa cheia            | Equipa cheia            | Equipa cheia            |

| Ordem | Artista        | Canção           |
| ----- | -------------- | ---------------- |
| 1     | Bárbara Tinoco | "Outras Línguas" |

### 9.º episódio (14 de março)
| Ordem | Mentor/a | Vencedor/a      | Canção                       | Vencidos/as       | Resultado para 'Salvar' | Resultado para 'Salvar' | Resultado para 'Salvar' | Resultado para 'Salvar' |
| Ordem | Mentor/a | Vencedor/a      | Canção                       | Vencidos/as       | Marisa                  | Carlão                  | Carolina                | Fernando                |
| ----- | -------- | --------------- | ---------------------------- | ----------------- | ----------------------- | ----------------------- | ----------------------- | ----------------------- |
| 1     | Carlão   | Mia Benita      | "Estradas no Céu"            | Laura Franco      | —                       | Equipa cheia            | Equipa cheia            | Equipa cheia            |
| 1     | Carlão   | Mia Benita      | "Estradas no Céu"            | Vítor Afonso      | —                       | Equipa cheia            | Equipa cheia            | Equipa cheia            |
| 2     | Marisa   | Madalena Castro | "Take Me to Church"          | Matilde Barriga   | N/A                     | Equipa cheia            | Equipa cheia            | Equipa cheia            |
| 2     | Marisa   | Madalena Castro | "Take Me to Church"          | Yasmin de Sousa   | N/A                     | Equipa cheia            | Equipa cheia            | Equipa cheia            |
| 3     | Fernando | Tomás Pascoal   | "Anjos"                      | Margarida Cardoso | —                       | Equipa cheia            | Equipa cheia            | Equipa cheia            |
| 3     | Fernando | Tomás Pascoal   | "Anjos"                      | Tomás Esteves     | —                       | Equipa cheia            | Equipa cheia            | Equipa cheia            |
| 4     | Carolina | Joana Lopes     | "Somewhere Over the Rainbow" | Juliana Campos    | —                       | Equipa cheia            | Equipa cheia            | Equipa cheia            |
| 4     | Carolina | Joana Lopes     | "Somewhere Over the Rainbow" | Rita Cavaco       | —                       | Equipa cheia            | Equipa cheia            | Equipa cheia            |
| 5     | Carlão   | Ísis Salgueiro  | "In Your Eyes"               | Matilde Matias    | —                       | Equipa cheia            | Equipa cheia            | Equipa cheia            |
| 5     | Carlão   | Ísis Salgueiro  | "In Your Eyes"               | Yasmin Cruz       | —                       | Equipa cheia            | Equipa cheia            | Equipa cheia            |
| 6     | Fernando | Mariana Leal    | "I'll Never Love Again"      | Ana Veríssimo     | ✔                       | Equipa cheia            | Equipa cheia            | Equipa cheia            |
| 6     | Fernando | Mariana Leal    | "I'll Never Love Again"      | Júlia Ochôa       | —                       | Equipa cheia            | Equipa cheia            | Equipa cheia            |

| Ordem | Artista      | Canção         |
| ----- | ------------ | -------------- |
| 1     | Nuno Ribeiro | "Tarde Demais" |

## Galas em direto
Legenda

### 10.º e 11.º episódios: Top 24 (21 e 28 de março)
Nestas duas galas, os 6 concorrentes de cada equipa foram divididos em dois grupos de três. Em cada grupo são salvos dois concorrentes, um/a pelo público e outro/a pelo/a mentor/a, avançando, ao todo, quatro concorrentes de cada equipa para a 3.ª Gala.
| 10.º Episódio (21 de março) | Marisa Liz         | 1  | Aurora Pinto       | "I Will Survive"                 | Salva pela Marisa   |  |  |  |  |
| 10.º Episódio (21 de março) | Fernando Daniel    | 2  | Leonor Sá-Chaves   | "Jealous"                        | Salva pelo público  |  |  |  |  |
| 10.º Episódio (21 de março) | Carolina Deslandes | 3  | Madalena Guedes    | "Cavaleiro Andante"              | Salva pela Carolina |  |  |  |  |
| 10.º Episódio (21 de março) | Carlão             | 4  | Afonso Silva       | "A Million Dreams"               | Salvo pelo Carlão   |  |  |  |  |
| 10.º Episódio (21 de março) | Fernando Daniel    | 5  | Tomás Pascoal      | "O Corpo é que Paga"             | Eliminado           |  |  |  |  |
| 10.º Episódio (21 de março) | Marisa Liz         | 6  | Madalena Castro    | "Ne Me Quitte Pas"               | Salva pelo público  |  |  |  |  |
| 10.º Episódio (21 de março) | Carolina Deslandes | 7  | Rita Rocha         | "drivers license"                | Salva pelo público  |  |  |  |  |
| 10.º Episódio (21 de março) | Carlão             | 8  | Nuno Siqueira      | "Eu Sei"                         | Salvo pelo público  |  |  |  |  |
| 10.º Episódio (21 de março) | Fernando Daniel    | 9  | Mariana Leal       | "Believe"                        | Salva pelo Fernando |  |  |  |  |
| 10.º Episódio (21 de março) | Marisa Liz         | 10 | Ana Veríssimo      | "Melhor de Mim"                  | Eliminada           |  |  |  |  |
| 10.º Episódio (21 de março) | Carolina Deslandes | 11 | Manuel Duarte      | "Idontwannabeyouanymore"         | Eliminado           |  |  |  |  |
| 10.º Episódio (21 de março) | Carlão             | 12 | Ísis Salgueiro     | "Hallelujah"                     | Eliminada           |  |  |  |  |
|                             |                    |    |                    |                                  |                     |  |  |  |  |
| 11.º Episódio (28 de março) | Carlão             | 1  | Marina Maranhão    | "It's a Man's Man's Man's World" | Salva pelo Carlão   |  |  |  |  |
| 11.º Episódio (28 de março) | Marisa Liz         | 2  | Maria Inês         | "Por Um Triz"                    | Salva pelo público  |  |  |  |  |
| 11.º Episódio (28 de março) | Fernando Daniel    | 3  | Simão Oliveira     | "Flor sem Tempo"                 | Salvo pelo público  |  |  |  |  |
| 11.º Episódio (28 de março) | Carolina Deslandes | 4  | Joana Lopes        | "Someone like You"               | Eliminada           |  |  |  |  |
| 11.º Episódio (28 de março) | Carlão             | 5  | Alexandre Caldeira | "Paraíso"                        | Eliminado           |  |  |  |  |
| 11.º Episódio (28 de março) | Marisa Liz         | 6  | Lívia Barros       | "Eu Sei Que Vou Te Amar"         | Salva pela Marisa   |  |  |  |  |
| 11.º Episódio (28 de março) | Fernando Daniel    | 7  | Margarida Machado  | "What About Us"                  | Salva pelo Fernando |  |  |  |  |
| 11.º Episódio (28 de março) | Carolina Deslandes | 8  | Rúben Martins      | "Espera"                         | Salvo pelo público  |  |  |  |  |
| 11.º Episódio (28 de março) | Marisa Liz         | 9  | Leonor Carvalheira | "Hurt"                           | Eliminada           |  |  |  |  |
| 11.º Episódio (28 de março) | Carlão             | 10 | Mia Benita         | "when the party's over"          | Salva pelo público  |  |  |  |  |
| 11.º Episódio (28 de março) | Carolina Deslandes | 11 | Rosa Antunes       | "Moon River"                     | Salva pela Carolina |  |  |  |  |
| 11.º Episódio (28 de março) | Fernando Daniel    | 12 | Fabiana Ferreira   | "The Sound Of Silence"           | Eliminada           |  |  |  |  |

| Ordem | Artista(s)                      | Canção                 |
| ----- | ------------------------------- | ---------------------- |
| 10.1  | Mariza e concorrentes           | "Greatest Love of All" |
| 10.2  | Domingues                       | "Romance de Cinema"    |
| 11.1  | Bárbara Bandeira e concorrentes | "One Night Only"       |

### 12.º episódio: Top 16 (4 de abril)
| Ordem | Mentor/a           | Concorrente       | Canção                               | Resultado           |
| ----- | ------------------ | ----------------- | ------------------------------------ | ------------------- |
| 1     | Carlão             | Nuno Siqueira     | "When We Were Young"                 | Salvo pelo público  |
| 2     | Marisa Liz         | Madalena Castro   | "Estrela da Tarde"                   | Eliminada           |
| 3     | Fernando Daniel    | Leonor Sá-Chaves  | "Control"                            | Salva pelo público  |
| 4     | Carolina Deslandes | Madalena Guedes   | "And I Am Telling You I'm Not Going" | Salva pela Carolina |
| 5     | Marisa Liz         | Aurora Pinto      | "Ouvi Dizer"                         | Salva pelo público  |
| 6     | Carlão             | Marina Maranhão   | "One and Only"                       | Salva pelo Carlão   |
| 7     | Fernando Daniel    | Simão Oliveira    | "Mocidade, Mocidade"                 | Salvo pelo público  |
| 8     | Marisa Liz         | Maria Inês        | "La Vie en Rose"                     | Salva pelo público  |
| 9     | Carolina Deslandes | Rita Rocha        | "Sei Lá" (Bárbara Tinoco)            | Salva pelo público  |
| 10    | Marisa Liz         | Lívia Barros      | "Don't Stop Me Now"                  | Salva pela Marisa   |
| 11    | Carlão             | Afonso Silva      | "Ó Gente da Minha Terra"             | Eliminado           |
| 12    | Carolina Deslandes | Rosa Antunes      | "My Funny Valentine"                 | Salva pelo público  |
| 13    | Carlão             | Mia Benita        | "Canção do Mar"                      | Salva pelo público  |
| 14    | Fernando Daniel    | Mariana Leal      | "Make You Feel My Love"              | Eliminada           |
| 15    | Carolina Deslandes | Rúben Martins     | "Skyscraper"                         | Eliminado           |
| 16    | Fernando Daniel    | Margarida Machado | "Uncover"                            | Salva pelo Fernando |

| Ordem | Artista         | Canção   |
| ----- | --------------- | -------- |
| 1     | António Zambujo | "Lote B" |

### 13.º episódio: Top 12 – Semifinal (11 de abril)
| Ordem | Mentor/a           | Concorrente       | Canção                       | Resultado           |
| ----- | ------------------ | ----------------- | ---------------------------- | ------------------- |
| 1     | Fernando Daniel    | Simão Oliveira    | "Sol de Inverno"             | Salvo pelo público  |
| 2     | Marisa Liz         | Maria Inês        | "Bohemian Rhapsody"          | Salva pela Marisa   |
| 3     | Carlão             | Mia Benita        | "Listen"                     | Salva pelo Carlão   |
| 4     | Fernando Daniel    | Margarida Machado | "Anyone"                     | Salva pelo Fernando |
| 5     | Marisa Liz         | Aurora Pinto      | "E Depois do Adeus"          | Salva pelo público  |
| 6     | Carolina Deslandes | Madalena Guedes   | "Who You Are"                | Eliminada           |
| 7     | Fernando Daniel    | Leonor Sá-Chaves  | "Dancing on My Own"          | Eliminada           |
| 8     | Carolina Deslandes | Rita Rocha        | "Dog Days Are Over"          | Salva pelo público  |
| 9     | Carlão             | Marina Maranhão   | "I'll Never Love Again"      | Eliminada           |
| 10    | Marisa Liz         | Lívia Barros      | "Fascinação"                 | Eliminada           |
| 11    | Carolina Deslandes | Rosa Antunes      | "Canção de Alterne"          | Salva pela Carolina |
| 12    | Carlão             | Nuno Siqueira     | "Can't Take My Eyes Off You" | Salvo pelo público  |

| Ordem | Artista(s)                                      | Canção               |
| ----- | ----------------------------------------------- | -------------------- |
| 1     | Carolina com equipa (Madalena, Rita e Rosa)     | "Leva-me a Casa"     |
| 2     | Carlão com equipa (Marina, Mia e Nuno)          | "Na Margem"          |
| 3     | Fernando com equipa (Leonor, Margarida e Simão) | "Melodia da Saudade" |
| 4     | Aurea                                           | "Frágil"             |
| 5     | Marisa com equipa (Aurora, Lívia e Maria Inês)  | "Procura por Mim"    |

### 14.º e 15.º episódios – Final

#### 14.º episódio: Ronda 1 – Top 8 (17 de abril)
| Mentor/a           | Concorrente       | Ordem | Canção                  | Ordem | Dueto (com colega de equipa)      | Resultado |
| ------------------ | ----------------- | ----- | ----------------------- | ----- | --------------------------------- | --------- |
| Carlão             | Nuno Siqueira     | 1     | "Before You Go"         | 9     | "Lovely"                          | Eliminado |
| Marisa Liz         | Maria Inês        | 2     | "Desfolhada Portuguesa" | 6     | "Bairro do Amor"                  | Finalista |
| Carolina Deslandes | Rita Rocha        | 7     | "Skinny Love"           | 3     | "Outras Línguas" (Bárbara Tinoco) | Finalista |
| Carolina Deslandes | Rosa Antunes      | 11    | "Atrás da Porta"        | 3     | "Outras Línguas" (Bárbara Tinoco) | Eliminada |
| Fernando Daniel    | Margarida Machado | 4     | "All by Myself"         | 12    | "Para os Braços da Minha Mãe"     | Eliminada |
| Carlão             | Mia Benita        | 5     | "Writing's on the Wall" | 9     | "Lovely"                          | Finalista |
| Marisa Liz         | Aurora Pinto      | 10    | "À Minha Maneira"       | 6     | "Bairro do Amor"                  | Finalista |
| Fernando Daniel    | Simão Oliveira    | 8     | "Olhos Castanhos"       | 12    | "Para os Braços da Minha Mãe"     | Finalista |

| Ordem | Artistas                          | Canção         |
| ----- | --------------------------------- | -------------- |
| 1     | Bárbara Bandeira e Bárbara Tinoco | "Cidade"       |
| 2     | Carolina Deslandes e Marisa Liz   | "Você é Linda" |

#### 15.º episódio: Ronda 2 – Finalíssima (18 de abril)
| Mentor/a           | Concorrente    | Ordem | Canção                        | Ordem | Dueto (com convidados)                            | Resultado |
| ------------------ | -------------- | ----- | ----------------------------- | ----- | ------------------------------------------------- | --------- |
| Marisa Liz         | Maria Inês     | 1     | "Mad World"                   | 6     | "Peito" (com HMB)                                 | 3.º Lugar |
| Carolina Deslandes | Rita Rocha     | 5     | "Always Remember Us This Way" | 2     | "Eu Nem Sei Quem te Perdeu" (com Pedro Abrunhosa) | Top 3     |
| Carlão             | Mia Benita     | 3     | "Amar pelos Dois"             | 9     | "Love is on My Side" (com The Black Mamba)        | 3.º Lugar |
| Fernando Daniel    | Simão Oliveira | 7     | "No Teu Poema"                | 4     | "Cavalo à Solta" (com Fernando Tordo)             | Top 3     |
| Marisa Liz         | Aurora Pinto   | 8     | "Black Hole Sun"              | 6     | "Peito" (com HMB)                                 | Top 3     |

| Mentor/a           | Concorrente    | Ordem | Canção                  | Resultado |
| ------------------ | -------------- | ----- | ----------------------- | --------- |
| Marisa Liz         | Aurora Pinto   | 1     | "Old Town Road"         | 2.º Lugar |
| Carolina Deslandes | Rita Rocha     | 2     | "Havana"                | 2.º Lugar |
| Fernando Daniel    | Simão Oliveira | 3     | "O Fado Mora em Lisboa" | Vencedor  |

| Ordem | Artista(s)            | Canção               |
| ----- | --------------------- | -------------------- |
| 1     | Diogo Piçarra e Bispo | "Monarquia"          |
| 2     | Luís Trigacheiro      | "Meu Nome É Saudade" |

## Resultados das Galas

### Legenda
Detalhes dos concorrentes
| Equipa Marisa Equipa Carlão | Equipa Carolina Equipa Fernando |

Detalhes dos resultados
| Vencedor/a Segundo Lugar Terceiro Lugar | Artista recebeu o Wildcard do público e avançou para a Ronda 2 Artista salvo/a pelo público Artista salvo/a pelo/a mentor/a Artista eliminado/a |

### Geral
|  | Simão Oliveira     | —         | Salvo                 | Salvo                 | Salvo                 | Salvo                 | Vencedor              |                       |                       |                    |
|  | Aurora Pinto       | Salva     | —                     | Salva                 | Salva                 | Salva                 | 2.º Lugar             |                       |                       |                    |
|  | Rita Rocha         | Salva     | —                     | Salva                 | Salva                 | Salva                 | 2.º Lugar             |                       |                       |                    |
|  | Maria Inês         | —         | Salva                 | Salva                 | Salva                 | Salva                 | 3.º Lugar             |                       |                       |                    |
|  | Mia Benita         | —         | Salva                 | Salva                 | Salva                 | Salva                 | 3.º Lugar             |                       |                       |                    |
|  | Margarida Machado  | —         | Salva                 | Salva                 | Salva                 | Eliminada             | Eliminados (Final)    | Eliminados (Final)    | Eliminados (Final)    | Eliminados (Final) |
|  | Nuno Siqueira      | Salvo     | —                     | Salvo                 | Salvo                 | Eliminado             | Eliminados (Final)    | Eliminados (Final)    | Eliminados (Final)    | Eliminados (Final) |
|  | Rosa Antunes       | —         | Salva                 | Salva                 | Salva                 | Eliminada             | Eliminados (Final)    | Eliminados (Final)    | Eliminados (Final)    | Eliminados (Final) |
|  | Leonor Sá-Chaves   | Salva     | —                     | Salva                 | Eliminada             | Eliminadas (Semana 4) | Eliminadas (Semana 4) | Eliminadas (Semana 4) | Eliminadas (Semana 4) |                    |
|  | Marina Maranhão    | —         | Salva                 | Salva                 | Eliminada             | Eliminadas (Semana 4) | Eliminadas (Semana 4) | Eliminadas (Semana 4) | Eliminadas (Semana 4) |                    |
|  | Lívia Barros       | —         | Salva                 | Salva                 | Eliminada             | Eliminadas (Semana 4) | Eliminadas (Semana 4) | Eliminadas (Semana 4) | Eliminadas (Semana 4) |                    |
|  | Madalena Guedes    | Salva     | —                     | Salva                 | Eliminada             | Eliminadas (Semana 4) | Eliminadas (Semana 4) | Eliminadas (Semana 4) | Eliminadas (Semana 4) |                    |
|  | Afonso Silva       | Salvo     | —                     | Eliminado             | Eliminados (Semana 3) | Eliminados (Semana 3) | Eliminados (Semana 3) | Eliminados (Semana 3) |                       |                    |
|  | Madalena Castro    | Salva     | —                     | Eliminada             | Eliminados (Semana 3) | Eliminados (Semana 3) | Eliminados (Semana 3) | Eliminados (Semana 3) |                       |                    |
|  | Mariana Leal       | Salva     | —                     | Eliminada             | Eliminados (Semana 3) | Eliminados (Semana 3) | Eliminados (Semana 3) | Eliminados (Semana 3) |                       |                    |
|  | Rúben Martins      | —         | Salvo                 | Eliminado             | Eliminados (Semana 3) | Eliminados (Semana 3) | Eliminados (Semana 3) | Eliminados (Semana 3) |                       |                    |
|  | Alexandre Caldeira | —         | Eliminado             | Eliminados (Semana 2) | Eliminados (Semana 2) | Eliminados (Semana 2) | Eliminados (Semana 2) |                       |                       |                    |
|  | Fabiana Ferreira   | —         | Eliminada             | Eliminados (Semana 2) | Eliminados (Semana 2) | Eliminados (Semana 2) | Eliminados (Semana 2) |                       |                       |                    |
|  | Leonor Carvalheira | —         | Eliminada             | Eliminados (Semana 2) | Eliminados (Semana 2) | Eliminados (Semana 2) | Eliminados (Semana 2) |                       |                       |                    |
|  | Joana Lopes        | —         | Eliminada             | Eliminados (Semana 2) | Eliminados (Semana 2) | Eliminados (Semana 2) | Eliminados (Semana 2) |                       |                       |                    |
|  | Ana Veríssimo      | Eliminada | Eliminados (Semana 1) | Eliminados (Semana 1) | Eliminados (Semana 1) | Eliminados (Semana 1) | Eliminados (Semana 1) |                       |                       |                    |
|  | Ísis Salgueiro     | Eliminada | Eliminados (Semana 1) | Eliminados (Semana 1) | Eliminados (Semana 1) | Eliminados (Semana 1) | Eliminados (Semana 1) |                       |                       |                    |
|  | Manuel Duarte      | Eliminado | Eliminados (Semana 1) | Eliminados (Semana 1) | Eliminados (Semana 1) | Eliminados (Semana 1) | Eliminados (Semana 1) |                       |                       |                    |
|  | Tomás Pascoal      | Eliminado | Eliminados (Semana 1) | Eliminados (Semana 1) | Eliminados (Semana 1) | Eliminados (Semana 1) | Eliminados (Semana 1) |                       |                       |                    |

### Por Equipas
|  | Aurora Pinto       | Salva pela mentora | —                  | Salva pelo público | Salva pelo público | Salva pelo público | 2.º Lugar |  |  |
|  | Maria Inês         | —                  | Salva pelo público | Salva pelo público | Salva pela mentora | Salva pelo público | 3.º Lugar |  |  |
|  | Lívia Barros       | —                  | Salva pela mentora | Salva pela mentora | Eliminada          |                    |           |  |  |
|  | Madalena Castro    | Salva pelo público | —                  | Eliminada          |                    |                    |           |  |  |
|  | Leonor Carvalheira | —                  | Eliminada          |                    |                    |                    |           |  |  |
|  | Ana Veríssimo      | Eliminada          |                    |                    |                    |                    |           |  |  |
|  |                    |                    |                    |                    |                    |                    |           |  |  |
|  | Mia Benita         | —                  | Salva pelo público | Salva pelo público | Salva pelo mentor  | Salva pelo público | 3.º Lugar |  |  |
|  | Nuno Siqueira      | Salvo pelo público | —                  | Salvo pelo público | Salvo pelo público | Eliminado          |           |  |  |
|  | Marina Maranhão    | —                  | Salva pelo mentor  | Salva pelo mentor  | Eliminada          |                    |           |  |  |
|  | Afonso Silva       | Salvo pelo mentor  | —                  | Eliminado          |                    |                    |           |  |  |
|  | Alexandre Caldeira | —                  | Eliminado          |                    |                    |                    |           |  |  |
|  | Ísis Salgueiro     | Eliminada          |                    |                    |                    |                    |           |  |  |
|  |                    |                    |                    |                    |                    |                    |           |  |  |
|  | Rita Rocha         | Salva pelo público | —                  | Salva pelo público | Salva pelo público | Salva pelo público | 2.º Lugar |  |  |
|  | Rosa Antunes       | —                  | Salva pela mentora | Salva pelo público | Salva pela mentora | Eliminada          |           |  |  |
|  | Madalena Guedes    | Salva pela mentora | —                  | Salva pela mentora | Eliminada          |                    |           |  |  |
|  | Rúben Martins      | —                  | Salvo pelo público | Eliminado          |                    |                    |           |  |  |
|  | Joana Lopes        | —                  | Eliminada          |                    |                    |                    |           |  |  |
|  | Manuel Duarte      | Eliminado          |                    |                    |                    |                    |           |  |  |
|  |                    |                    |                    |                    |                    |                    |           |  |  |
|  | Simão Oliveira     | —                  | Salvo pelo público | Salvo pelo público | Salvo pelo público | Salvo pelo público | Vencedor  |  |  |
|  | Margarida Machado  | —                  | Salva pelo mentor  | Salva pelo mentor  | Salva pelo mentor  | Eliminada          |           |  |  |
|  | Leonor Sá-Chaves   | Salva pelo público | —                  | Salva pelo público | Eliminada          |                    |           |  |  |
|  | Mariana Leal       | Salva pelo mentor  | —                  | Eliminada          |                    |                    |           |  |  |
|  | Fabiana Ferreira   | —                  | Eliminada          |                    |                    |                    |           |  |  |
|  | Tomás Pascoal      | Eliminado          |                    |                    |                    |                    |           |  |  |